# Grünlasmühle
Grünlasmühle ist eine Einöde auf der Gemarkung Brand im oberpfälzischen Landkreis Tirschenreuth.

## Geografie
Die Einöde liegt im Südwesten des Fichtelgebirges auf der westlichen Uferseite der Gregnitz, die ein linker Zufluss der Fichtelnaab ist. Grünlasmühle ist ein Ortsteil der Gemeinde Brand und liegt knapp zwei Kilometer östlich von deren Gemeindesitz.

## Geschichte
Das bayerische Urkataster zeigt Grünlasmühle in den 1810er Jahren als einen aus einer Herdstelle bestehenden Ort, der am rechten Ufer der Gregnitz liegt und beinahe vollständig von Wald umgeben ist. Seit dem bayerischen Gemeindeedikt von 1818 gehört die Einöde zur politischen Gemeinde Brand, die aus sieben Orten besteht.
| Jahr          | 001875 | 001885 | 001900 | 001925 | 001950 | 001961 | 001970 | 001987 |
| Einwohnerzahl | 14     | 16     | 8      | 10     | 26     | 12     | 5      | 2      |

## Baudenkmäler

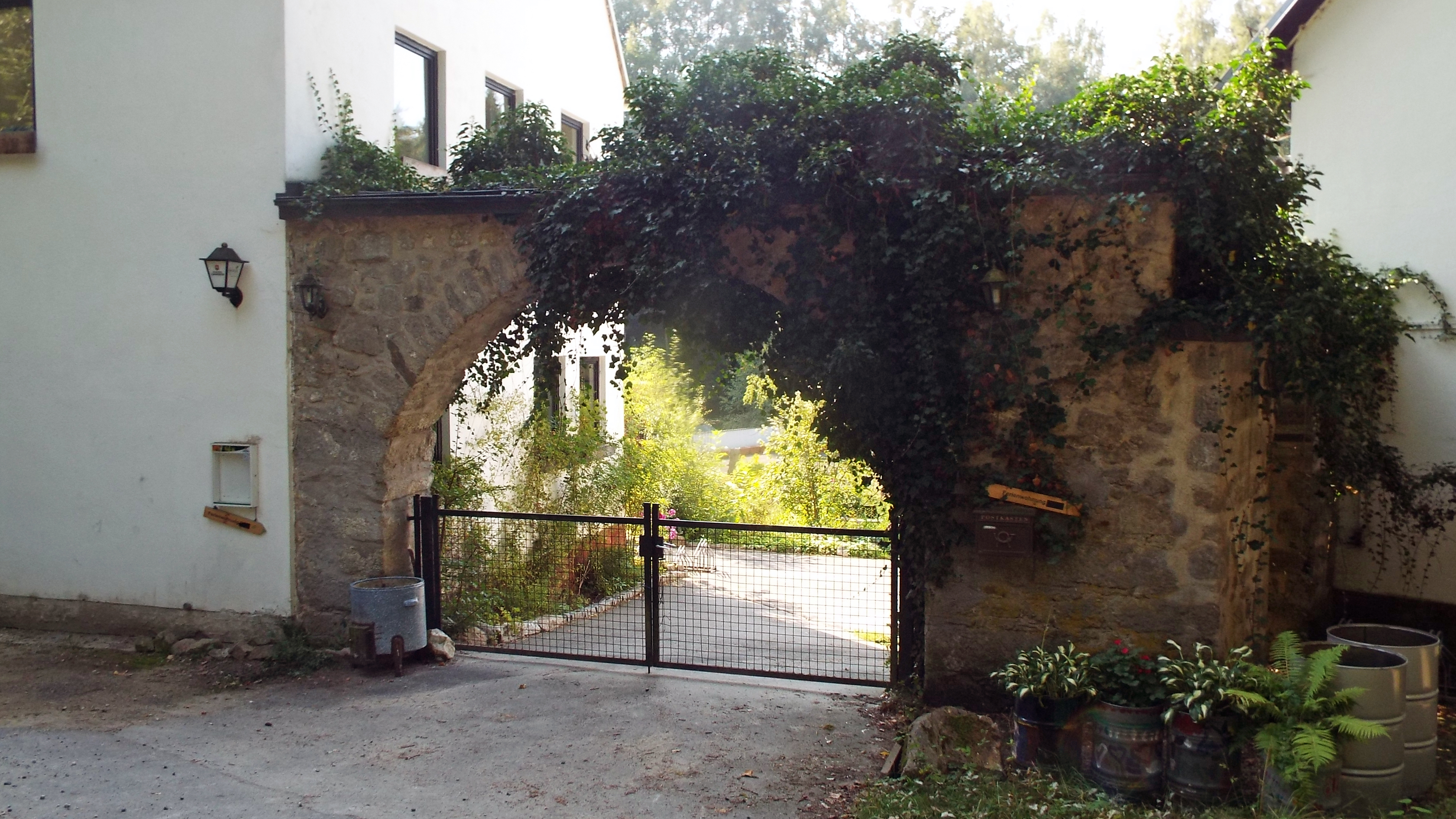
Denkmalgeschützter Torbogen aus unverputztem Bruchsteinmauerwerk

Der Torbogen des Anwesens mit der Hausnummer 3 steht unter Denkmalschutz. Bei diesem Baudenkmal handelt es sich um ein unverputztes Bruchsteinmauerwerk, das aus der ersten Hälfte des 19. Jahrhunderts stammt.
- Liste der Baudenkmäler in Grünlasmühle